# تشارلي هوغ
تشارلي هوغ (بالإنجليزية: Charlie Hoag)‏ مواليد 19 يوليو 1931 في غوثري - الوفاة 8 مارس 2012، كان لاعب كرة سلة أمريكي. شارك في الألعاب الأولمبية الصيفية 1952 وحقق الميدالية الذهبية مع منتخب بلاده.

## الميداليات
| الميدالية | المسابقة                       |
| --------- | ------------------------------ |
| ذهبية     | الألعاب الأولمبية الصيفية 1952 |

## روابط خارجية
- تشارلي هوغ على موقع الاتحاد الدولي لكرة السلة (الإنجليزية)
- تشارلي هوغ على موقع كلية كرة السلة في سبورتس رفرنس.كوم (الإنجليزية)
- تشارلي هوغ على موقع سبورتس رفرنس (الإنجليزية)
- تشارلي هوغ على موقع أوليمبيديا (الإنجليزية)
- تشارلي هوغ على موقع قاعة كنساس للمشاهير الرياضية (مؤرشف) (الإنجليزية)
- profile